# Heinrich Daniel Rühmkorff

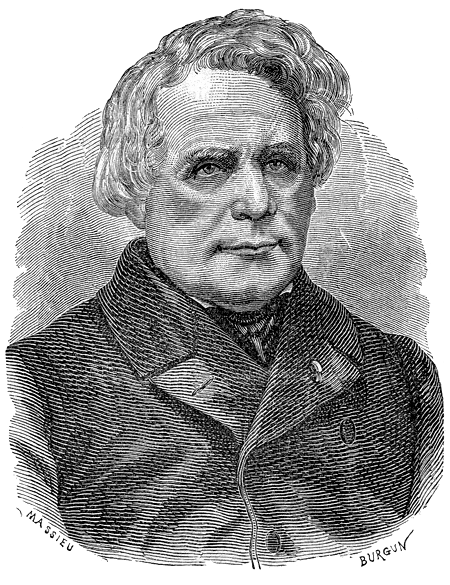
Heinrich Daniel Rühmkorff

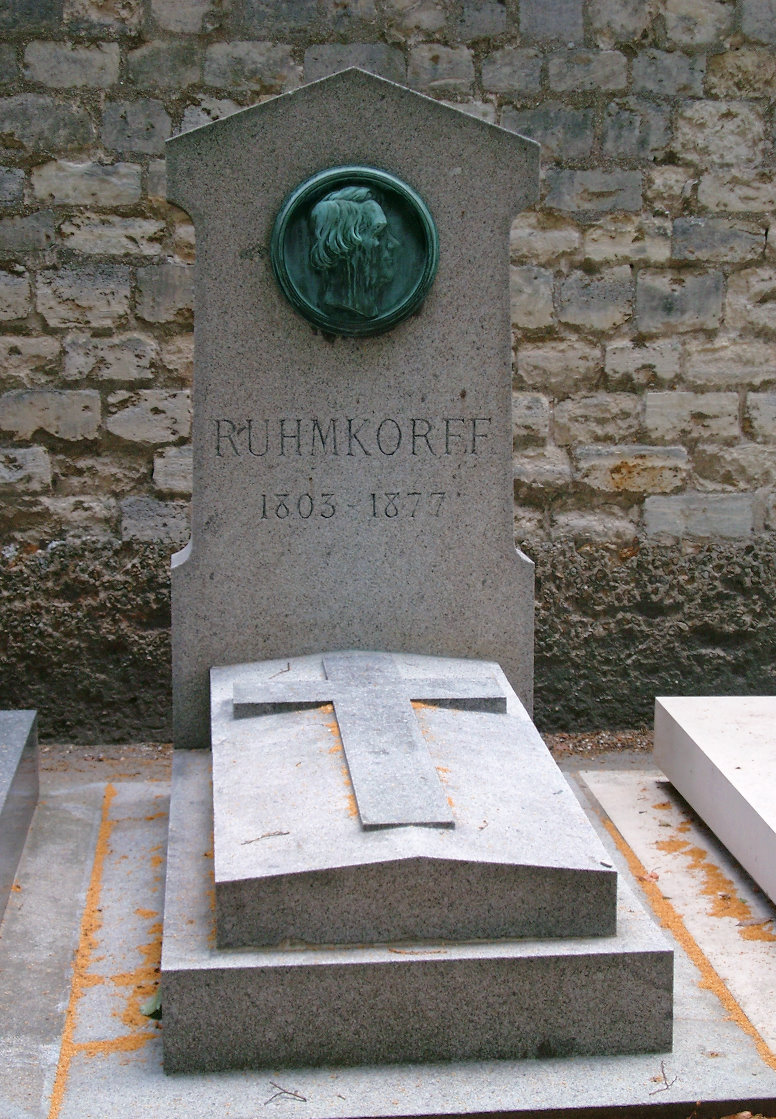
Grabstein Heinrich Daniel Ruhmkorff auf dem Cimetière Montparnasse in Paris

Heinrich Daniel Rühmkorff (* 15. Januar 1803 in Hannover; † 19. Dezember 1877 in Paris) war ein deutsch-französischer Mechaniker und Forscher auf dem Gebiet der Elektrotechnik. Nach seiner Auswanderung nach Frankreich schrieb er seinen Nachnamen Ruhmkorff.

## Leben
Heinrich Daniel Rühmkorff wurde als Sohn des Postschaffners Friedrich Gottlieb Römkorff und seiner Ehefrau Sophie Kuckuck geboren. Sein Vater entstammte dem alten Hottelner Bauerngeschlecht der Rühmkorfs, die sich um Hannover bis in das frühe 15. Jahrhundert zurückverfolgen lassen. Er verbrachte seine Lehrjahre in Hannover, arbeitete in Paris und London und ließ sich 1839 in Paris nieder, wobei er seinen Namen fortan Ruhmkorff (nun mit „u“ statt zuvor mit „ü“) schrieb. Die Aussprache seines Namens blieb dabei erhalten, da im Französischen ein „u“ wie ein deutsches „ü“ ausgesprochen wird. (Der wie das deutsche „u“ ausgesprochene Laut wird im Französischen hingegen „ou“ geschrieben.)
1844 stellte er zuerst einen thermo-elektrischen Apparat mit wesentlichen Verbesserungen auf, 1849 folgte dann ein Apparat, um die magnetische Drehung der Polarisationsebene zu zeigen.

## Rühmkorffscher Funkeninduktor

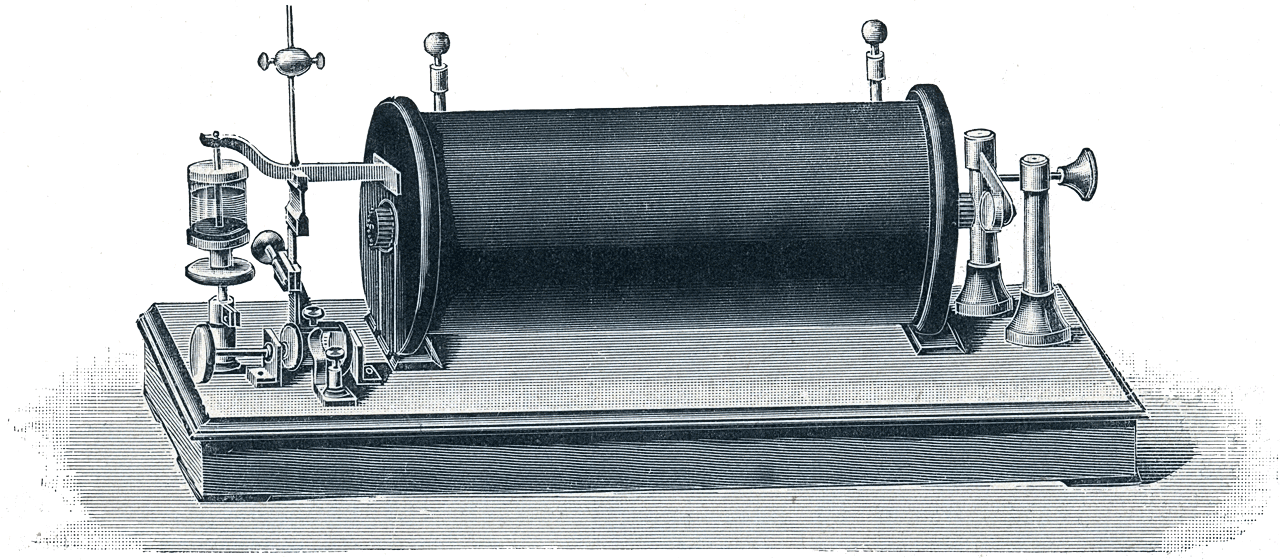
Rühmkorffscher Funkeninduktor

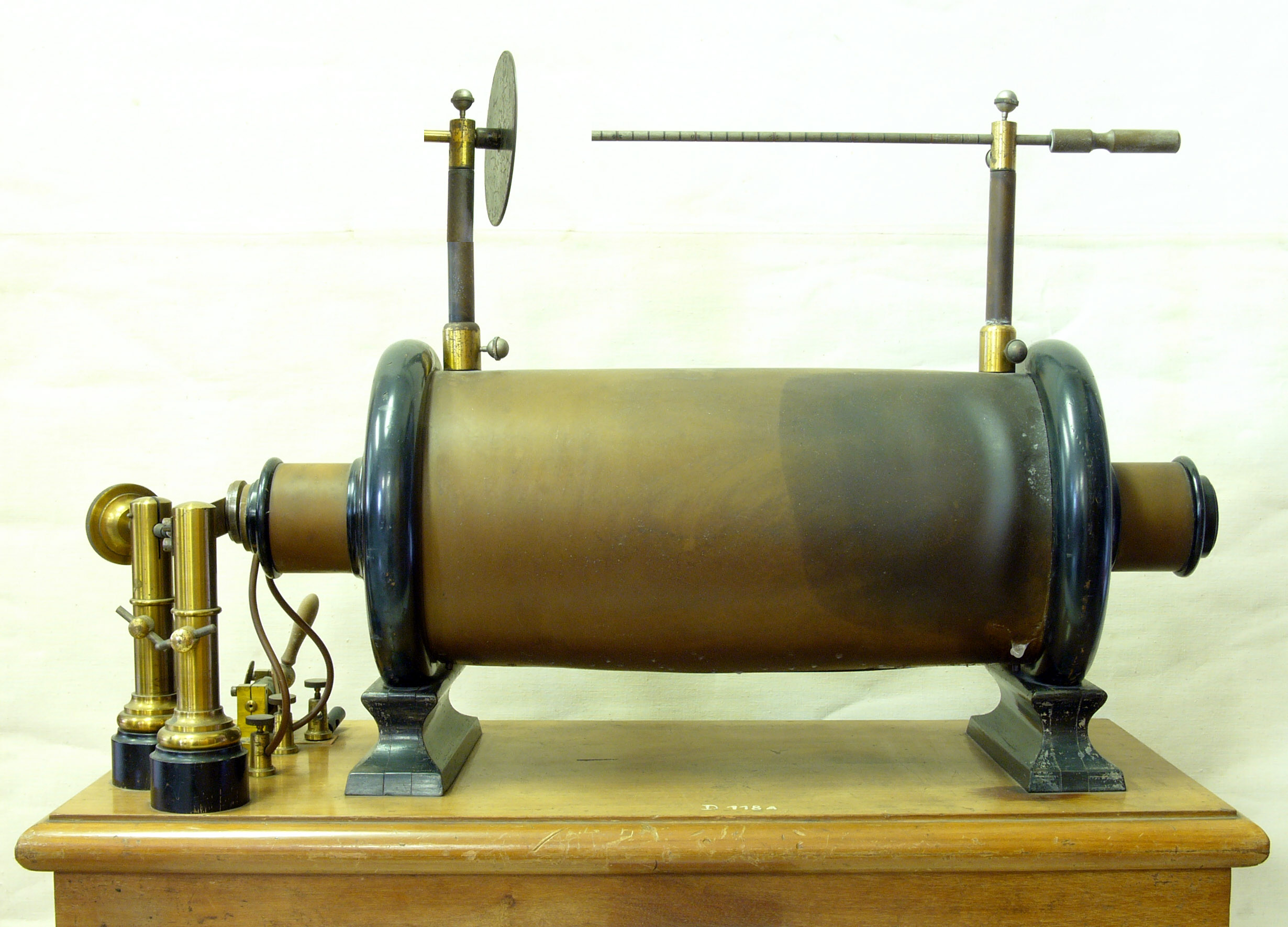
Nachbau des historischen Induktionsapparates

Seine wohl berühmteste Erfindung, der Induktionsapparat (Bilder), wurde zum ersten Mal 1855 auf einer internationalen Industrieausstellung in Paris vorgestellt. Rühmkorff konnte mit dem Funkeninduktor aus einer Gleichspannung von 15 Volt eine pulsierende Spannung von rund 100.000 Volt erzeugen. Im Jahr 1864 wurde er dafür von Kaiser Napoléon III. mit dem Volta-Preis (50.000 Franc) für Elektrotechnik ausgezeichnet. 1867 erreichte er mit sechs Bunsenelementen kräftig knallende Funken von 40 Zentimetern Länge, die ungeheures Aufsehen erregten. In den USA wurde die Erfindung des Funkeninduktors von Charles Grafton Page beansprucht.
Funkeninduktoren fanden Verwendung als Spannungserzeuger in den Apparaturen von Heinrich Hertz und von Wilhelm Conrad Röntgen, ferner bei Guglielmo Marconis Funkanlagen sowie in dem von Carl Benz entwickelten Benz Patent-Motorwagen Nummer 1. Dieser neue Apparat half, die Mechanismen in Entladungsröhren und Röntgenröhren besser zu verstehen.
Eine moderne Form seines Apparates, die noch immer in Gebrauch ist, stellt die Zündspule dar.
In der Literatur ist das Gerät von Heimito von Doderer im Roman Die Wasserfälle von Slunj in der Ausstattung eines physikalischen Studierzimmers der Familie Frehlinger als „Ruhmkorff'scher Funkeninduktor“ erwähnt.

## Rühmkorfflampe

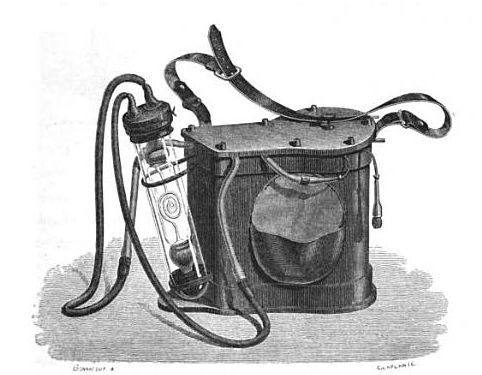
Rühmkorff-Lampe aus Jules Vernes Roman

Auch Jules Verne wurde durch den Rühmkorffschen Induktionsapparat inspiriert. In einigen seiner Romane wird eine portable Lichtquelle, die Rühmkorff-Lampe beschrieben (Bild), zum Beispiel in Die Reise zum Mittelpunkt der Erde, die auf einem Funkeninduktor basiert. Eine derartige von Jules Verne beschriebene Lampe wurde tatsächlich in der Zeit der Bucherscheinung von A. Dumas und Dr. Benoit entwickelt und vertrieben. Sie wurde bereits 1862 vorgestellt und ist als Miner’s Lamp in einigen wenigen Technikmuseen zu finden. Weit verbreitet war sie jedoch nicht, da sie zu teuer und zu schwer war.

## Ehrungen (Auswahl)
Die Rue Ruhmkorff in Paris und die Rühmkorffstraße in Berlin und Hannover sind nach ihm benannt, ebenso der von Eric Walter Elst entdeckte Asteroid (15273) Ruhmkorff.